# موب سایکو ۱۰۰
موب سایکو ۱۰۰ (به انگلیسی: Mob Psycho 100) ⁪ (ژاپنی: モブサイコ100 هپبورن: Mobu Saiko Hyaku) مجموعه مانگا وب ژاپنی است که توسط One نوشته و تصویرسازی شده‌است. این مانگا از آوریل ۲۰۱۲ تا دسامبر ۲۰۱۷ در وب سایت اورا ساندی به صورت سریالی منتشر شد. شوگاکوکان این مجموعه را در ۱۶ جلد تانکوبون گردآوری کرد. داستان دربارهٔ پسری به نام شیگئو کاگیاما، با نام مستعار موب است که قدرت روانی قوی دارد و تلاش می‌کند تا شادی ساده ای در زندگی داشته باشد.
مجموعه تلویزیونی انیمه اقتباس شده از این اثر توسط استودیو بونز تولید شد که فصل اول بین جولای و سپتامبر ۲۰۱۶، فصل دوم از ژانویه تا آوریل ۲۰۱۹ و فصل سوم از اکتبر تا دسامبر ۲۰۲۲ پخش شد. همچین یک سریال لایو اکشن که از ژانویه تا آوریل ۲۰۱۸ نیز پخش شد. یک مجموعه مانگا اسپین آف با عنوان Reigen در سال ۲۰۱۸ به صورت سریال پخش شد. در آمریکای شمالی، دارک هورس کامیکس لایسنس انتشار مانگا را دارد و کرانچی‌رول لایسنس پخش انیمه با دوبله انگلیسی منتشر کرده‌است.
تا دسامبر ۲۰۲۲، مانگا بیش از ۲٫۸ میلیون نسخه فروش داشت و در سال ۲۰۱۷ برنده شصت و دومین جوایز مانگای شوگاکوکان در رده شونن شد. انیمه این اثر یکی از بهترین مجموعه‌های انیمه در دهه ۲۰۱۰ در نظر گرفته می‌شود.